# Cadagua
Der Cadagua (spanisch, baskisch Kadagua) ist ein ca. 70 km langer Fluss in Nordspanien.

## Verlauf
Der Río Cadagua entspringt in der Nähe des Dörfchens Cadagua in der kastilischen Gemeinde Valle de Mena in der Provinz Burgos; er fließt in nordöstliche Richtung und mündet zwischen Bilbao und Barakaldo in der baskischen Provinz Bizkaia in den Río Nervión.

## Wirtschaft
An den Ufern des Río Cadagua befanden sich – zum Teil bis zum Ende des 20. Jahrhunderts – mehrere Wassermühlen, deren Anstaubecken noch heute zu sehen sind. Heute gibt es stattdessen vier kleinere Kraftwerke.

## Sehenswürdigkeiten
Die Waldlandschaft am Oberlauf des Flusses ist äußerst reizvoll. Im Ort Balmaseda führt eine dreibogige, zur Mitte hin ansteigende, mittelalterliche Brücke mit Brückenturm über den Fluss.